# Busto Arsizio
Busto Arsizio este un oraș de 83.460 locuitori din provincia Varese, Lombardia (Italia).

## Demografie
Busto Arsizio - evoluția demografică

|  | Graficele sunt indisponibile din cauza unor probleme tehnice. Mai multe informații se găsesc la Phabricator și la wiki-ul MediaWiki. |

Date: Recensăminte sau birourile de statistică - grafică realizată de Wikipedia

## Personalități născute aici
- Francesco Speroni (n. 1946), politician, europarlamentar;
- Mina Anna Maria Mazzini (cunoscută ca Mina, n. 1940), cântăreață, prezentatoare TV;
- Mattia Bellucci (n. 2001), tenismen.